# Funtumia
Funtumia är ett släkte av oleanderväxter. Funtumia ingår i familjen oleanderväxter.
Kladogram enligt Catalogue of Life:
| Funtumia | \| \| Funtumia africana \| \| \| \| \| \| Funtumia elastica \| \| \| \| |
|          | \| \| Funtumia africana \| \| \| \| \| \| Funtumia elastica \| \| \| \| |
|          | Funtumia africana                                                       |
|          |                                                                         |
|          | Funtumia elastica                                                       |
|          |                                                                         |